# Gammarus ibericus
Gammarus ibericus is een vlokreeftensoort uit de familie van de Gammaridae. De wetenschappelijke naam van de soort is voor het eerst geldig gepubliceerd in 1951 door Margalef.
Zoals de soortnaam al aangeeft wordt G. ibericus aangetroffen op het Iberisch schiereiland. Het komt hier voor in zoete wateren in de Spaanse provincie Cuenca. De mannetjes kunnen 11 mm groot worden.. De soort lijkt zeer sterk op de in het Centraal Massief (Frankrijk) voorkomende G. orinos. Genetisch onderzoek heeft uitgewezen dat het toch verschillende soorten betreft..